# Hương Cách Lý Lạp (phim truyền hình 2011)
Hương Cách Lý Lạp (tiếng Trung: 香格里拉; bính âm: Xiang Ge Li La) là một bộ phim Trung Quốc do đạo diễn Tưởng Gia Tuấn sản xuất năm 2011. Bộ phim được trình chiếu lần đầu tiên trên kênh CCTV 1 của Đài truyền hình trung ương Trung Quốc vào ngày 6 tháng 5 năm 2011.

## Bảng phân vai
- Hồ Ca vai Trát Tây Bình Thố
- Vương Lực Khả vai Nặc Khâm Trác Mã
- Kim Sa vai Hòa Mai
- Trát Tây Đốn Châu vai Luân Bố
- Ngụy Tử vai Lặc Thương Đa Cát
- Đa Bố Kiệt vai Lặc Thương Tang Cát
- Mâu Phượng Bân vai Sách Lãng
- Tào Tháo vai Khang Uy
- Sơn Ưng vai Bội Lao Nhĩ Đặc
- Trương Hạo vai Long Đa
- Để Nam Nam vai Hòa Mỹ Lệ
- Tào San San vai Khúc Mỹ
- Hoàng Dương vai Kim Tông
- Chu Ngạn Trình vai Lạc Tang